# Andrew Bynum

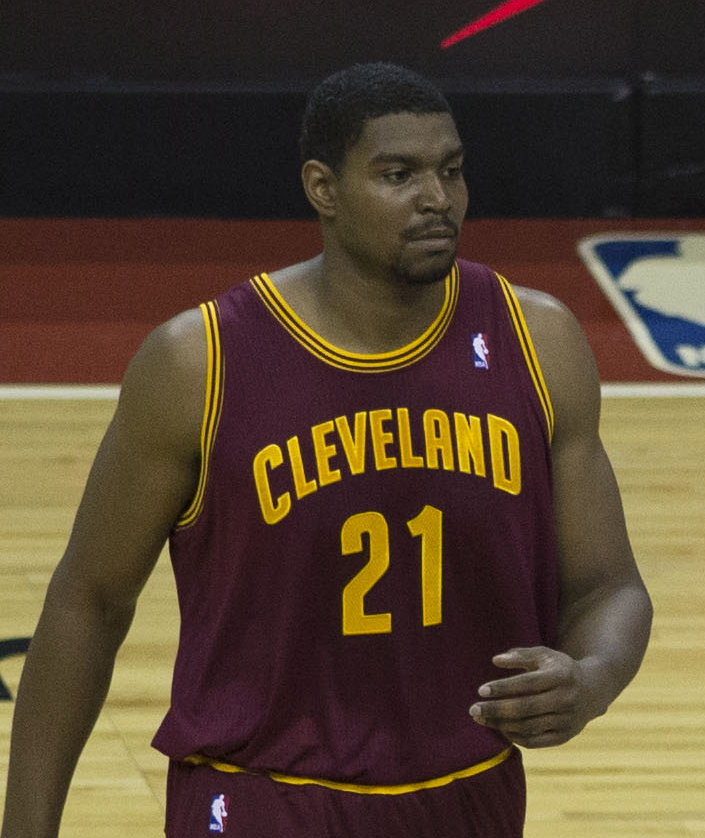
Andrew Bynum 2013.

Andrew Bynum, född 27 oktober 1987 i Plainsboro Township i New Jersey, är en amerikansk före detta basketspelare. Han är 2,13 meter lång, center och spelade bland annat sju säsonger för Los Angeles Lakers och blev tvåfaldig NBA-mästare, 2009 och 2010.
Andrew Bynum blev vald till starting center i 2012 års NBA All-Star Game.

## Lag
- Los Angeles Lakers (2005–2012)
- Philadelphia 76ers (2012–2013)
- Cleveland Cavaliers (2013–2014)
- Indiana Pacers (2014–)